# Bacchanale (Cage)
Bacchanale is een compositie van de Amerikaan John Cage. Het is oorspronkelijk bedoeld als balletmuziek.

## Geschiedenis
John Cage zat eind jaren 30 in een periode waar hij veelvuldig componeerde voor percussie-instrumenten. Dat kan uitlopen van muziek voor één enkel instrument tot een heel batterij aan instrumenten. Hij werd benaderd door danseres Syvilla Ford om een compositie te schrijven. Zij verwachtte daarbij een werk voor percussie. Echter de zaal in Seattle waarin de uitvoering zou moeten plaatsvinden, was te klein voor een groot instrumentarium. Er was slechts plaats voor een piano. Cage kwam toen op het idee de piano zo te bewerken, zodat deze als een percussie-instrument ging klinken. Daarmee vond hij de prepared piano opnieuw uit. Dat er sprake was van een bedrijfsongelukje, bleek uit het feit dat Cage daarna de prepared piano twee jaar links liet liggen.

## Muziek
Bij een prepared piano worden sommige snaren met bouten en moeren vastgezet. Soms worden ze voorzien van tape of met verbindingsmateriaal met andere snaren verbonden. Het vastzetten van de snaren heeft effect dat er weliswaar nog een rudiment van de pianoklank en het timbre overblijft, maar dat de klank veel meer sforzato wordt (luid begin en direct wegstervend), soms wordt de klank blikkerig. Bacchanale was de eerste compositie voor die manier van uitvoeren en dat is nog deels terug te horen. De piano klinkt in wezen niet meer als een piano, maar wordt af en toe nog wel zo bespeeld en klinkt dus ook af en toe nog als een piano. Dit geeft een vervreemd effect.
De muziek zelf bestaat uit een aantal secties, die verschillende sferen oproept. De een is erg percussief, terwijl een andere juist bijna melodieus wordt. De afsluiting van de compositie lijkt dan ook verdacht veel op een afsluiting van bijvoorbeeld een pianosonate, het lijkt wel een slotakkoord, maar kan het niet zijn. Door de aangebrachte veranderingen is een toonhoogte of het meeklinken van de juiste boventonen niet meer vanzelfsprekend.
Qua melodie, voor zover aanwezig, heeft het werk veel weg van Music In Twelve Parts van Philip Glass, bewerkt door Steve Reich. Melodietjes en ritmes brengen danseres en publiek via minimal music in een soort trance. Glass doet daar met zijn akkoorden altijd vrij lang over, Reich doet het via ritme directer; Cage combineert de twee en houdt het kort.

## Bron en beperkte discografie
- Uitgave Mode Records: Philipp Vandré, piano
- Uitgave MDG: Steffen Schleiermacher
- Uitgave Wergo: Joshua Pierce
- Uitgave Col Legno: Markus Hinterhausen
- Uitgave New Albion: Margaret Leng Tan